# Klub włóczykijów
Klub włóczykijów – powieść Edmunda Niziurskiego, opublikowana po raz pierwszy w 1970 roku. Jest luźną kontynuacją powieści Niewiarygodne przygody Marka Piegusa – postacie drugoplanowe z tamtej, są tu pierwszoplanowymi.
Pierwsze wydanie, z 1970 r., ilustrował Andrzej Czeczot.

## Fabuła
Kornel Kiwajłło, jeden z głównych bohaterów powieści, dostał poprawkę z geografii i w wakacje musi się uczyć. Tymczasem jego stryj, Dionizy Kiwajłło, archiwariusz z zawodu i zamiłowania, grzebiąc w notatkach pozostawionych przez dziadka Hieronima dokonuje odkrycia, które zmusza go do opuszczenia archiwum i wyruszenia w Polskę. Razem z Kornelem, jego kolegą Maćkiem Pirydionem i jego bratem Maciejem Pirydionem Starszym (Politechnicznym) oraz Joanną, korepetytorką Kornela, wyruszają na poszukiwanie skarbu – pamiątek po powstańcach 1863 roku. Chcąc ich ubiec, w poszukiwaniach próbują im przeszkodzić dwaj niezwykle utalentowani przestępcy na "urlopie": Bogumił Kadryll i Wieńczysław Nieszczególny. Wartka akcja rozgrywa się w Warszawie, Pułtusku, na Kurpiach oraz w Górach Świętokrzyskich.

## Bohaterowie
- Kornel Kiwajłło – nastolatek, mający problemy z nauką geografii.
- Dionizy Kiwajłło – stryj Kornela, archiwariusz (archiwista), mężczyzna potężnej budowy, pasjonat historii.
- Maciej Pirydion – kolega Kornela, harcerz – detektyw. Znany czytelnikom z książki Niewiarygodne przygody Marka Piegusa.
- Maciej Pirydion Starszy (zwany też Pirydionem Politechnicznym) – brat przyrodni Pirydiona, genialny wynalazca i pechowiec.
- Joanna (Zielona Niedojrzała) – korepetytorka Kornela, następnie wybranka serca Pirydiona Politechnicznego.
- Bogumił Kadryll – przestępca na wakacjach, oficjalnie doktor medycyny,  miłośnik wytwornych ubiorów, mający słabość do wody kolońskiej o zapachu jaśminu. Znany czytelnikom z książki Niewiarygodne przygody Marka Piegusa.
- Wieńczysław Nieszczególny –  przestępca o szerokich zainteresowaniach naukowych. Charakteryzuje go zapach waleriany, którą zażywa przed każdą akcją. Znany czytelnikom z książki Niewiarygodne przygody Marka Piegusa.

## Film
W 2014 nakręcono film Klub włóczykijów (premiera 18 września 2015) na motywach powieści. Reżyserował Tomasz Szafrański.